# Pterospermum argenteum
Pterospermum argenteum är en malvaväxtart som beskrevs av Tardieu. Pterospermum argenteum ingår i släktet Pterospermum och familjen malvaväxter. Inga underarter finns listade i Catalogue of Life.